# Stillehavshvidside
Stillehavshvidskæving eller stillehavshvidside er en delfinart i slægten hvidskævinger, der lever i de tempererede dele af det nordlige Stillehav.

## Systematik
Stillehavshvidskæving er placeret i slægten Lagenorhynchus sammen med andre arter der også er kendetegnet ved store, hvide farvetegninger på siderne. Nyere molekylærgenetiske undersøgelser har imidlertid vist at gruppen er polyfyletisk, dvs. det er en samlegruppe af arter, der ikke alle er nært beslægtede. Alt peger på at stillehavshvidskæving, sammen med søsterarten mørk hvidskæving (der ligner den meget, men findes på den sydlige halvkugle), bør flyttes til en ny slægt, Sagmatias.

## Udseende
Stillehavshvidskæving er mørkegrå i grundfarven, med hvid underside og lysegrå tegninger på siderne ned langs halefinnens rod, gennem øjeregionen og bagkanten af rygfinnen. Den tofarvede rygfinne er et ret sikkert feltkendetegn.
Stillehavshvidskæving er en middelstor oceanisk delfin. Hunnerne bliver op til 2,3 m og 150 kg, hanner op til 2,5 m og 200 kg. Hunnerne bliver kønsmodne efter ca. 7 år og levetiden for både hanner og hunner er 40 år eller mere. Drægtighedsperioden for hunner er 1 år.
Stillehavshvidskævinger er meget aktive dyr og træffes ofte i blandede grupper sammen med andre delfiner eller større hvaler. Den kommer gerne hen til skibe og leger i bovbølgen. Arten træffes ofte i store grupper på omkring 100 individer, og grupper på mere end 300 kan forekomme. Føden udgøres mest af ansjoser, blæksprutter, sild, laks og torsk.

## Udbredelse
Stillehavshvidskæving findes i de kolde og tempererede dele af the nordlige Stillehav. Mod øst træffes den så langt mod syd som den Californiske Halvø, mod vest ned til Det sydkinesiske Hav. Mod nord kan den træffes helt op i Beringshavet. Der er tilsyneladende årstidsvandringer fra nord mod syd, idet arten træffes hyppigere i syd om sommeren og omvendt om vinteren. Året rundt foretrækker stillehavshvidskæving dybt, oceanisk vand, men træffes af og til langs kysten af f.eks. Vancouver Island.
Den totale bestand skønnes at kunne være op mod 1 million delfiner. Største trussel mod arten er bifangst i garnfiskeri. I 1970'erne og 1980'erne skønnes at titusindvis af Stillehavshvidskævinger druknede i drivgarn, men efter denne type fiskeri er blevet forbudt er bifangsten reduceret.

## Fangenskab
Selvom lagt de fleste delfiner i fangenskab er øresvin trives Stillehavshvidskæving godt i fangenskab og omkring 50 individer holdes i zoologiske haver og parker i Nordamerika og Japan, bl.a. Vancouver Aquarium.